# Moorsel (Brabant flamand)
Moorsel est un village de la commune néerlandophone de Tervuren dans la province du Brabant flamand, Région flamande, Belgique. Il est situé à 14 km de Bruxelles et à 14 km de Louvain.
Moorsel dépend administrativement de Tervuren et n'a jamais été une commune indépendante. 

## Étymologie
En 1199 Morcelle = Mortsele, mort = terre et sele = lieu d'habitation.
Moorsel s'est anciennement appelé Morslo (1139), Moersloe (1519), Moorseloo (1840) et Moorslo. 
Une autre hypothèse de l'étymologie est: Loo = bois, vers le XIVe siècle, -loo s'affaiblit souvent en -le. -l. Premier élément au génitif ou contenant le suffixe -ing.

## Géographie
Ce village, entouré de Vossem, Sterrebeek, Kortenberg, Leefdaal et Tervuren, est situé sur le plateau brabançon ondoyant entre 85 et 90 m d'altitude. Ce hameau résidentiel combine à la fois un caractère rural et périurbain ce qui se caractérise par une alternance de champs, de villas et de vieilles maisons. En son cœur, se trouve une étendue boisée: le bois de Moorsel (Moorselbos).
Au nord de Moorsel se trouve le haut bois (Hogenbos).

## Histoire
Moorsel se composait de 4 fermes agricoles importantes situées avec les petites maisons agricoles dans le Nieuwe Waelsche Weg (actuelle Moorselstraat), un profond chemin creux. Les maisons furent édifiées au niveau de la rue et l'argile des déblais fut utilisé pour fabriquer des briques. Le reste du terrain, avec l'accès à la ferme ou à la grange, était en pente vers l'arrière.

## Démographie
En 1840, Tervueren compte 1822 habitants - 1673 habitants à Tervueren même et 149 habitants à Moorsel (Moorseloo).
En 2011, Tervuren comptait 21247 habitants dont 15900 sont belges. Les représentants de pays étrangers les plus représentés sont : Royaume-Uni : 1335, Pays-Bas : 850, Allemagne : 752, France : 266, États-Unis : 260 et Italie : 208. 
En 2011, Moorsel comptait 3651 habitants dont 69,8 % sont belges et 30,2 % sont étrangers.
Moorsel fait partie de la commune néerlandophone de Tervuren mais compte une grande minorité de francophones du fait de sa proximité avec Bruxelles et avec les communes à facilités de Wezembeek-Oppem et Kraainem.
Les habitants de Moorsel se nomment les Moorselnaars (adjectif : Moorsels).

## Religion
Jusqu'à la Révolution française, le prieuré de Moorsel fut dépendant sur le plan religieux de Sterrebeek. Ensuite, la paroisse fut jointe à celle de Tervuren, mais reviendra 30 ans plus tard à Sterrebeek avant de retourner définitivement à la fédération de Tervuren (Duisburg, Moorsel, Tervuren, Vossem) en 1908 et au doyenné d'Overijse. 
Avec le soutien des frères Joseph et Albert Coosemans, l'église Saint-Joseph de Moorsel fut construite (début des travaux le 1er mai 1905) et inaugurée le 5 décembre 1906 à la demande des villageois. À partir de ce moment-là, Moorsel disposa de sa propre église et dès 1965, Moorsel devint une paroisse séparée.  
En 1992, une restauration extérieure fut réalisée et en 2002, l'intérieur de l'église fut également restauré.
Il y a derrière l'église une grotte de Lourdes.
On invoque dans l'église de Moorsel Saint Joseph ainsi que saint Corneille contre les maladies infantiles, l'épilepsie et les maladies des animaux. Les statues des 2 saints figurent dans les niches de la façade de l'église.

## Sites remarquables
- Château d'eau de Moorsel (construit en 1938 le long de la route de Moorsel (Moorselstraat), d'une capacité de 60 m3)[6]
- Cimetière de Moorsel (le long de la route de Moorsel (Moorselstraat))
- Métairie de Val Duchesse (Hof van Hertoginnedal) - cette métairie appartenait au prieuré de Val Duchesse d'Auderghem. Pour pouvoir emprunter l'Oudergemseweg, les fermiers devaient fournir à cette métairie des biens en nature. En 1796, tous les biens de l'abbaye furent confisqués par l'occupant français et vendus à des particuliers[7].

## Mobilité

### Transport public

#### Historiquement
À partir du 13 septembre 1891, un tram à vapeur relie Bruxelles et Sterrebeek (Station). À partir du 21 juillet 1897, cette ligne fut allongée via Moorsel jusqu'à Vossem où elle était connectée à Louvain (Leuven).
Le 27 juillet 1930, la partie de Bruxelles à Sterrebeek fut électrifiée et le 22 mai 1937, le reste de la ligne fut électrifiée jusqu'à Vossem (Vier Winden) où elle rejoint la ligne de tram Tervuren - Louvain (Leuven) déjà électrifiée précédemment. À partir du 3 novembre 1940, une liaison directe de tram, la ligne de tram B, Bruxelles - Sterrebeek - Moorsel - Vossem - Louvain (Leuven) fut créée. Cette ligne fut abandonnée le 19 mai 1961 et ce fut la fin du tram à Moorsel. 

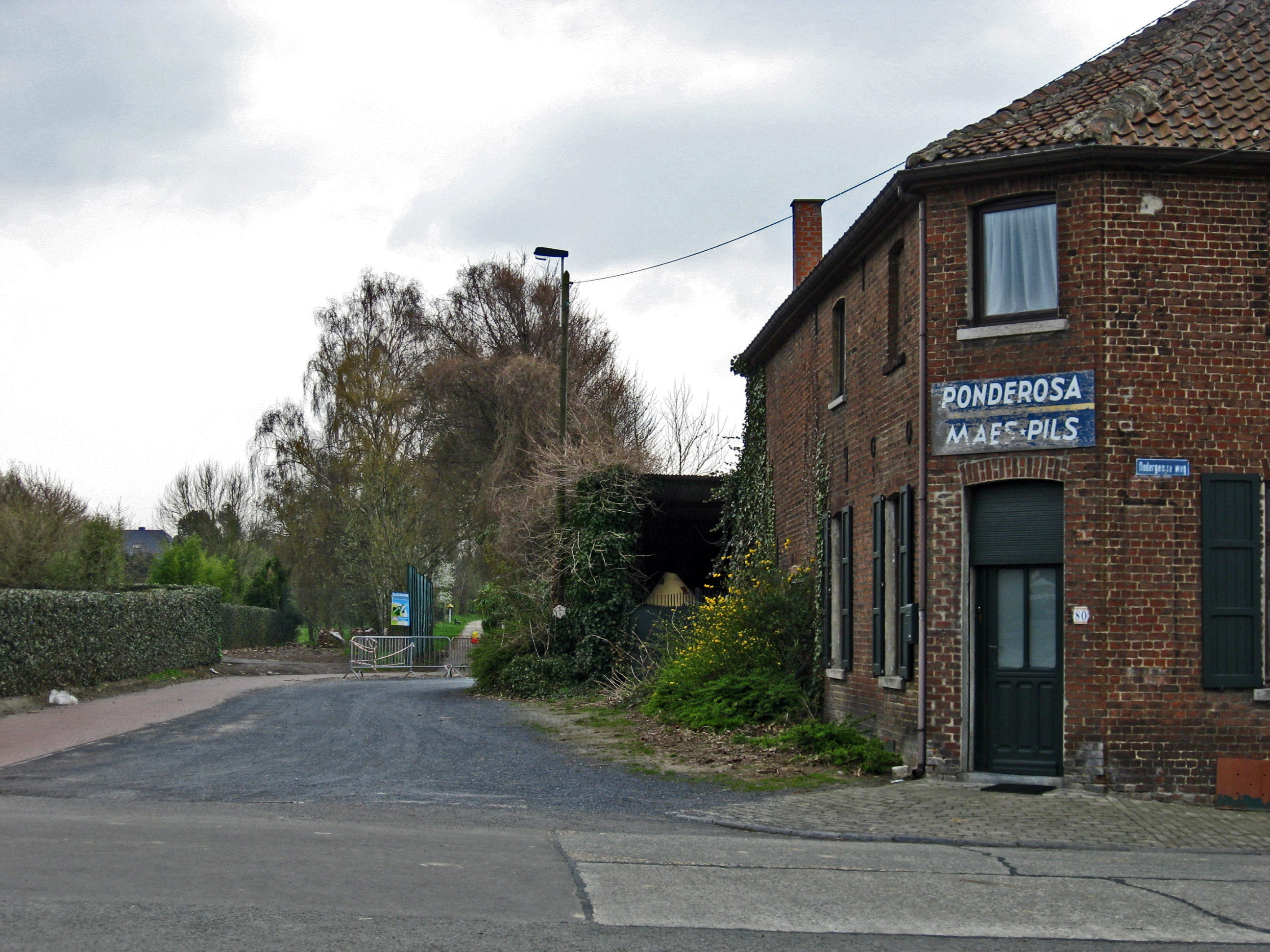
Ancien café de l'arrêt de tram Moorsel de la ligne B (Bruxelles - Sterrebeek - Moorsel - Vossem - Louvain (Leuven))

.

#### Aujourd'hui
Une série de liaisons de bus de la société De Lijn passe via Moorsel (316, 318, 519 et 616).

### Réseau routier
À l'origine, Moorsel connut principalement une urbanisation linéaire le long de la route de Moorsel (Moorselstraat) et du chemin d'Auderghem (Oudergemse weg). Par la suite, divers quartiers de villas ont été érigés autour du centre du village (par exemple: le domaine du haut bois dans les années 1960).
Moorsel se trouve entre la chaussée de Malines à hauteur de Sterrebeek et la chaussée de Louvain à hauteur de Tervuren. 
Moorsel est connectée à l'autoroute E40 (Bruxelles-Louvain-Liège) via la Route de Moorsel (Moorselstraat), la Route des Wallons (Waalsestraat) et la chaussée de Malines. 
Moorsel est également connecté aux quatre bras de Tervuren et au ring de Bruxelles via la Route de Moorsel (Moorselstraat), la Route des Wallons (Waalsebaan), la chaussée de Louvain (direction Bruxelles) et l'avenue de Tervueren.

## Enseignement
- École primaire communale (Gemeentelijke Basisschool) de Moorsel[8]

## Sports et loisirs
- Centre sportif De Steenberg
- FC Moorsel [9]
- Het Gulden Spoor[10]
- Badminton Club Moorsel[11]
- École de Karaté de Moorsel[12]
- Club de Volley de Moorsel[13]
- Club de marche Vreugdestappers (Duisburg, Moorsel et Huldenberg)[14]
- Club de seniors OKRA Moorsel[15]
- JoKriMo - Mouvement de jeunesse de Moorsel (jeugdbeweging)[16]
- De Kaaf - Maison des jeunes de Moorsel (jeugdhuis)[17]

## Tourisme et événements
- Promenade le long des vieilles fermes et des chemins creux de Moorsel. Distance: 5 km. Signalisation: plaques vertes hexagonales. Départ: Église Saint-Joseph de Moorsel.
- Fête du village de Moorsel (volksfeesten) - dernier week-end de juin[18]

## Commerces et bien-être
- Boulangerie De Broodkorf
- Pharmacie Vitaal Moorsel[19]
- Cocoon wellness[20]
- Coach personnel (psychologue) - Ophélie Amelin de Generation Why[21]
- Salon de coiffure Christel et Glen